# Osttiroler Gletscherflüsse Isel, Schwarzach und Kalserbach
Osttiroler Gletscherflüsse Isel, Schwarzach und Kalserbach este o arie protejată (sit de importanță comunitară — SCI) din Austria întinsă pe o suprafață de 306,07 ha, integral pe uscat.

## Localizare
Centrul sitului Osttiroler Gletscherflüsse Isel, Schwarzach und Kalserbach este situat la coordonatele 46°57′16″N 12°33′48″E / 46.9545°N 12.5632°E.

## Înființare
Situl Osttiroler Gletscherflüsse Isel, Schwarzach und Kalserbach a fost declarat sit de importanță comunitară în iunie 2015 pentru a proteja un număr necunoscut de specii din flora spontană și fauna sălbatică aflate în arealul zonei.

## Biodiversitate
Situată în ecoregiunea alpină, aria protejată conține 1 habitat natural: Râuri de munte și vegetația lor lemnoasă cu Myricaria germanica.
La baza desemnării sitului se află un număr nedeclarat de specii protejate.